# Héctor Olivera
Héctor Olivera (Olivos, 5 aprile 1931) è un regista cinematografico e sceneggiatore argentino.
Il suo film Piccola sporca guerra ha vinto l'Orso d'argento, gran premio della giuria al Festival internazionale del cinema di Berlino del 1984.

## Filmografia parziale
- La mano sulla... psiche! (Psexoanálisis) (1968)
- Los neuróticos (1971)
- Argentinísima (1972)
- Argentinísima II (1973)
- Las venganzas de Beto Sánchez (1973)
- La Patagonia rebelde (1974)
- El muerto (1975)
- El canto cuenta su historia (1976)
- La nona (1979)
- Los viernes de la eternidad (1981)
- Buenos Aires Rock (1983)
- Piccola sporca guerra (No habrá más penas ni olvido) (1983)
- La regina dei barbari (Barbarian Queen) (1984)
- L'anello incantato (Wizards of the Lost Kingdom) (1985)
- Cocaine Wars (La muerte blanca) (1985)
- La notte delle matite spezzate (La noche de los Lápices) (1986)
- Matar es morir un poco (1989)
- Negra medianoche (1990)
- El caso María Soledad (1993)
- Un'ombra ben presto sarai (Una sombra ya pronto serás) (1994)
- Antigua vida mía (2001)
- Ay, Juancito (2004)
- El mural (2010)